# كيفن نيكولز (لاعب كرة قدم)
كيفن نيكولز (بالإنجليزية: Kevin Nicholls)‏ هو لاعب كرة قدم بريطاني في مركز الوسط، ولد في 2 يناير 1979 في Upton Park, London ‏ في المملكة المتحدة. شارك مع منتخب إنجلترا تحت 18 سنة لكرة القدم ومنتخب إنجلترا تحت 20 سنة لكرة القدم. أما مع النوادي، فقد لعب مع برايتون أند هوف ألبيون وبريستون نورث إيند وتشارلتون أثلتيك وليدز يونايتد ونادي لوتون تاون وويغان أتلتيك.

## وصلات خارجية
- كيفن نيكولز (لاعب كرة قدم) على موقع الاتحاد الدولي (مؤرشف)  (الإنجليزية)
- كيفن نيكولز (لاعب كرة قدم) على موقع قاعدة بيانات كرة القدم.إي يو (الإنجليزية)
- كيفن نيكولز (لاعب كرة قدم) على موقع Soccerbase.com (لاعب) (الإنجليزية)
- كيفن نيكولز (لاعب كرة قدم) على موقع عالم كرة القدم.نت (الإنجليزية)